# Imperator (Automarke)
Imperator war eine deutsche Automarke.

## Unternehmensgeschichte
Albert Michaelis und Fritz Ebner gründeten 1899 die Automobilwerke Michaelis & Ebner. Firmensitz war Kurfürstendamm 217 in Berlin. Das Unternehmen errichtete 1904 am Kurfürstendamm 93–95 eine Montage- und Reparaturwerkstatt. Eine Metallgießerei befand sich in der Koloniestraße 57. Im gleichen Jahr begann der Import von Locomobile-Fahrzeugen. 1905 begann die Produktion von Automobilen. Der Markenname lautete Imperator. Im September 1905 folgte der Umzug in die Streustraße 31 in Berlin-Weißensee. Kurz danach schied Michaelis aus dem Unternehmen aus. Finanzielle Probleme führten zum Ende des Unternehmens. Im Mai 1906 wurde es aufgelöst.

## Fahrzeuge
Zunächst entstanden Dampfwagen, die allerdings erfolglos waren. Im gleichen Jahr kamen die benzinbetriebenen Modelle 10 PS mit einem Zweizylindermotor und 16 PS mit einem Vierzylindermotor auf den Markt. Sie hatten selbst entwickelte Motoren und Kardanantrieb. Die Fahrzeuge waren als Personenkraftwagen, Taxi und Lieferwagen erhältlich.